# Heinrich Wolf
Heinrich Wolf (20 ottobre 1875 – dicembre 1943) è stato uno scacchista austriaco.

## Biografia
Principali risultati:
- 1902:  =1º a Vienna con David Janowski
- 1902:  5º-7º nel torneo di Monte Carlo, vinto da Géza Maróczy
- 1903:  7º a Monte Carlo (vinse Siegbert Tarrasch)
- 1905:  2º a Vienna dietro a Carl Schlechter
- 1907:  10º su 21 partecipanti nel forte torneo di Carlsbad, vinto da Akiba Rubinstein[1]

Nel 1908 Emanuel Lasker lo scelse come secondo, assieme a Simon Alapin, nel match mondiale contro Schlechter. Il match terminò in parità, ma Lasker rimase campione del mondo per la clausola secondo la quale, in caso di pareggio, il detentore manteneva il titolo.
Nel 1922 fu terzo nel forte torneo di Vienna, dietro a Rubinstein e Tartakower, ma davanti ad Alekhine, con cui vinse, Bogoljubov, con cui vinse, Grünfeld, Réti e Tarrasch.
Nel 1923 si ritirò dagli scacchi agonistici.
La sua vittoria contro Duras nel torneo di Carlsbad 1923 rimase per molto tempo, con 168 mosse, la più lunga partita giocata in tornei internazionali.
Di famiglia ebraica, fu vittima dei nazisti in dicembre 1943.